# Ágios Nílos (Le Pirée)
Ágios Nílos, en grec moderne : Άγιος Νείλος, est un secteur du quartier de Kallípoli au Pirée en Grèce. Il est situé à la frontière de Kallípoli et d'Ydréika.
Dans cette zone, sur la rue G.Theotóki, se trouve l'imposante église éponyme du quartier, dédiée à Nil le Myroblyte.